# Барбру Естлін
Барбру Естлін (швед. Barbro Östlihn, 20 травня 1930 — 27 січня 1995) — шведська художниця.

## Біографія
Естлін спеціалізувалася на великих картинах із геометричними візерунками. Багато з її полотен із жорсткими краями були абстраговані з архітектурних деталей — дверей, порталів, ліпнини, дахів, хмарочосів — тоді як інші змодельовані за природними об'єктами, наприклад, квітами. Її холодний естетичний підхід ознаменував її відмову від догм абстрактного експресіонізму та поставив її прямо в розквіт руху попарту. Проте багато ранніх критиків описували її картини як абстрактні та прецизіоністські, з відтінком таємничих якостей сюрреалізму та декадентської природи модерну — будь-як, але не попартом. Один критик класифікував її як лишень «невістку руху», маючи на увазі її шлюб у 1960 році з митцем попарту Ойвіндом Фальстремом. Естлін підтримувала кар'єру свого чоловіка, створюючи багато картин Фальстрема та беручи участь у його «хепенінгах», і водночас розбудовувала власну репутацію та успіх у критиків.
Після переїзду до Нью-Йорка зі Стокгольма в 1961 році вона виставляла свої роботи протягом 1960-х років у Cordier & Ekstrom (1964) і Tibor de Nagy Gallery (1966, 1968). Естлін також була однією з небагатьох жінок, які були включені до знакової виставки Pop Art в лондонській галереї Гейворд у 1969 році.  Того ж року вона переїхала до Парижа, де залишалася до своєї смерті в 1995 році.
Кілька її робіт зараз знаходяться в колекції Moderna Museet у Стокгольмі, інші — у багатьох інших державних і приватних колекціях.